# Kleniewo (gmina)
Kleniewo (od 1948 Bielsk) – dawna gmina wiejska istniejąca do 1948 roku w woj. warszawskim (dzisiejsze woj. mazowieckie). Nazwa gminy pochodzi od wsi Kleniewo, lecz siedzibą gminy był Bielsk.
Za Królestwa Polskiego gmina należała do powiatu płockiego w guberni płockiej. 13 stycznia 1870 do gminy przyłączono pozbawiony praw miejskich Bielsk.
W okresie międzywojennym gmina Kleniewo należała do powiatu płockiego w woj. warszawskim. 1 kwietnia 1929 z gminy Kleniewo wyłączono miejscowości Przeciszewo kolonia, Ulanowo, Mieczyno, Przeciszewo, Franciszkowo, Stoplin i Staroźreby Nowe, włączając je do gminy Staroźreby w tymże powiecie. 1 kwietnia 1930 z gminy Kleniewo wyłączono wieś i folwark Brochocin oraz wieś i folwark Brochocinek, włączając je do gminy Rogozino w tymże powiecie.
Po wojnie gmina zachowała przynależność administracyjną. 6 sierpnia 1948 roku gmina została zniesiona, po czym z jej obszaru utworzono gminę Bielsk z siedzibą w Bielsku.